# 115058 Tassantal
115058 Tassantal è un asteroide della fascia principale. Scoperto nel 2003, presenta un'orbita caratterizzata da un semiasse maggiore pari a 2,3589031 UA e da un'eccentricità di 0,0868447, inclinata di 5,73302° rispetto all'eclittica.